# Chow Ching Lie
Chow Ching Lie (周勤丽, Čou Čchin  Li , 26. srpna 1936 Šanghaj – 17. února 2025 tamtéž) byla čínská spisovatelka a klavíristka. Známou se stala díky životopisnému románu Le Palanquin des Larmes, (Palanquin slz, 1975), který podle jejího vyprávění sepsal francouzský spisovatel Georges Walter.

## Život
Narodila se v Šanghaji v roce 1936 jako druhé z pěti dětí do nepříliš majetné rodiny. Její otec byl učitel a matka byla dcerou chudého muže z venkova. Otec jejího tatínka byl v mládí velmi chudý a se skupinou herců, kteří předváděli tradiční čínskou operu, putoval po vesnicích a malých městech s velkým nákladem divadelních kostýmů. Když se oženil, odstěhoval se se svojí ženou k příbuzným do Šanghaje, kde se usadil a vlastní pílí a šikovností získal peníze na koupi malého obchodu se smíšeným zbožím. Spolu se svoji ženou tvrdě pracoval, aby mohl zajistit vzdělání pro své syny. Jejímu otci se tak dostalo výborného vzdělání na prestižní vysoké škole v Šanghaji. Dědeček byl velmi důležitým člověkem v jejím životě, hodně se jí věnoval a probouzel její dětskou zvídavost a představivost vyprávěním příběhů ze svého putování s čínskou operou. I její otec, jako učitel, se snažil zajistit pro své děti dobré vzdělání. Ona i její mladší sestra navštěvovaly čínsko-západní školu Mac Intyre (l'École sino-occidentale Mac Intyre) amerického typu, kde se vyučovala, kromě jiného, i angličtina. Učitel angličtiny také poevropštil její čínské křestní jméno a on i spolužáci jí říkali Julie. Velmi brzy se u ní začal projevovat hudební talent a tak otec, když našetřil nějaké peníze, jí koupil piano a zaplatil hodiny klavíru. Za to požadoval, aby ona vyučovala hře na klavír svoji mladší sestru. Na školní slavnosti pak přednesla svůj první klavírní recitál, když jí bylo šest let. Ve škole začala též navštěvovat v rámci náboženské výuky hodiny protestantství, což je jeden z hlavních směrů křesťanství. Tuto skutečnost však před rodiči přísně tajila, protože matka byla horlivá buddhistka. Obě tato náboženství, buddhismus a křesťanství tak měla vliv na formování její osobnosti. Dlouho váhala, ke kterému z nich se přikloní natrvalo. Nakonec, zcela přirozeně, zvítězil buddhismus, vzhledem k dlouhověké tradici Buddhova učení v její rodné zemi Číně.
Když jí bylo třináct let, rodiče ji proti její vůli zasnoubili a brzy potom donutili se provdat za syna a dědice jedné z nejbohatších rodin v Číně. Rodina Liu si ji vybrala jako nevěstu pro svého syna, nejen pro její výjimečnou krásu, ale též pro dobré způsoby a vzdělání, kterého se jí dostávalo. Její rodiče doufali, že jí tak zajistí bezstarostnou budoucnost a sami pak získají sňatkem své dcery výhody spojené se zlepšením společenského postavení. Uvnitř čínské rodiny však panovaly ještě v druhé polovině 20. století zvyky a mravy z dob feudálního zřízení a manželka syna, snacha, byla vydána na milost a nemilost jeho matce, která v jejím případě, uplatňovala tvrdě všechna svá práva. Od začátku jí ztrpčovala život různými zákazy a příkazy a vyžadovala z její strany naprostou poslušnost. Přestože se její muž časem projevil jako velmi pozorný a laskavý manžel, nedokázal všemu příkoří, kterému byla vystavena, zabránit. V manželství se narodily dvě děti, brzy po svatbě syn a za pět let po něm dcera. Stejně jako v případě jejich matky i oběma dětem říkali evropskými jmény, synovi Paul a dceři Juliette. Zdravotní stav jejího manžela nebyl dobrý, neboť trpěl vrozenou srdeční chorobou, která se časem zhoršovala. Svoji revoltu proti tchyni se proto před ním snažila co nejvíce potlačovat, ale touha po důstojném životě a samostatnosti v ní zůstávala. To vše se odehrávalo na pozadí bouřlivých událostí novodobé čínské historie. Po skončení druhé čínsko-japonské války spolu s koncem 2. světové války, vypukla v zemi občanská válka, která vyústila v nástup Mao Ce-tunga k moci se všemi hrozivými následky pro budoucnost země. S tím byly spojené i další události jako Velký skok vpřed, kampaň Sta květů nebo později Kulturní revoluce. Paradoxem bylo, že mezi prvními zákony, které Mao Ce-tung vyhlásil byl zákaz obchodování s dětmi, zákaz nucených svateb a omezení pravomoci tchyní uvnitř čínské rodiny. Po staletí zakořeněné zvyky však nebylo možno změnit ihned jedním zákonem.
Na konci roku 1959 se manželova nemoc zhoršila natolik, že se odjel léčit do Hongkongu. Přes veškerou péči, které se mu dostávalo, se jeho zdravotní stav nezlepšil a v říjnu roce 1962 zemřel. Za dva roky po jeho smrti se jí podařilo s pomocí přátel získat místo v kursech známé pianistky Marguerite Long v Paříži a tak v roce 1964 odjela do Francie, kde zasvětila svůj život hudbě a později i literární činnosti. Zpočátku byla nucena dávat hodiny klavíru, protože podporu ze strany manželových rodičů nemohla očekávat. Vlastní pílí a díky velkému hudebnímu nadání se jí podařilo vypracovat mezi uznávané interpretky klasického klavírního repertoáru, se kterým vystupovala na koncertních pódiích celého světa. Po celou dobu se starala o své dvě děti a podporovala své rodiče v Číně. Z politických důvodů se nesměli navštěvovat a trvalo mnoho let, než se mohla v Paříži setkat se svým otcem.
Žila v Paříži déle než 40 let.

## Dílo

### Hudba
V deseti letech nastoupila na druhý stupeň čínsko-západní školy Mac Intyre a stala se vynikající žákyní hudební výchovy. Na ročním koncertě školy zahrála "l'Alouette" od Michaila Ivanoviče Glinky. O rok později se zúčastnila konkursu na přijetí do kursu hry na klavír Mac Intyre. Zúčastnili se ho uchazeči ze všech škol v Šanghaji před porotou složenou z profesorů konzervatoře. Obdržela druhou cena za přednes Chopinova Impromptu a Beethovenovy sonáty č. 14 Sonate au clair de lune. Její profesorka hry na klavír pak poradila jejímu otci, aby ji dal zapsat na konzervatoř. Její matka se však postavila proti tomuto návrhu. Ale manžel, který ji velmi obdivoval, jí povolil, aby pokračovala ve studiu hudby. Zdokonalovala se pod vedením profesorů hudby a svůj první koncert před publikem převedla v bytě jednoho z nich za účasti ředitele šanghajské konzervatoře. Zahrála jeden z Rachmaninovových koncertů a jeho přednes jí otevřel dveře na konzervatoř. Vstoupila na ni ve věku osmnácti let. Profesor Chen rozpoznal její talent, vzal ji pod svou ochranu a dodával jí jistotu, kterou potřebovala. Připravil s ní koncert od Felixe Mendelssohna-Bartholdyho a to byl začátek jejího úspěchu jako sólistky.
Dva roky po smrti manžela, v roce 1964, se rozhodla svoji přípravu na dráhu klavírní sólistky dokončit v kurzu Marguerite Long v Paříži. Tam také jako umělkyně a virtuózka poznala, že se před ní otevírá celý hudební svět. Po skončení kursu se vrátila do Číny, aby se shledala se svými dětmi, které bydlely zatím u manželových rodičů v Hongkongu a odvezla je sebou do Paříže. V roce 1973 zahrála v Divadle Champs Elysées koncert pro klavír a orchestr zvaný Žlutá řeka čínského skladatele Shi Shin Hai. Bylo to za účasti velvyslance lidové Číny ve Francii. V roce 1976, když jí bylo čtyřicet let, se rozhodla pro profesionální hudební dráhu. Vedle koncertních aktivit se věnovala i výchově mladých pianistů a pianistek.

### Romány a vyprávění
- Le Palanquin des Larmes (Palanquin slz, 1975). Ve francouzštině, angličtině a jiných jazycích se výraz "palanquin" používá jako označení pro zcela zakrytá nosítka, jakýsi přenosný budoár, ve kterém byly, podle čínské tradice, přinášeny nevěsty ke svatebnímu obřadu. Pro většinu z nich to bylo místo smíchu a radosti, ale mladá nevěsta, která příběh vypráví, v něm plakala, protože nechtěně opouštěla svoji rodinu a měla začít nový život v domě rodičů svého manžela, kterého skoro vůbec neznala. Román je pravdivým příběhem pozdější čínské pianistky, jehož hlavní dějová linka začíná v Šanghaji těsně před revolucí a nástupem Mao Ce-tunga k moci v roce 1949. Filmová adaptace literárního díla vznikla v roce 1987 ve francouzsko-kanadsko-čínské spolupráci. Film režíroval francouzský režisér Jacques Dorfmann (spolupráce Max Fisher a Mickey Moore). Snímek byl uváděn pod původním francouzským názvem Le Palanguin des larmes nebo také pod různými anglickými názvy A Woman of Shanghai, Journey of Tears, The Palanguin of Tears, Journey in Tears.[2][3]
- Concerto du fleuve Jaune (Koncert Žluté řeky, 1979) román inspirovaný skladbou z hudebního repertoáru autorky a klavírní virtuosky, koncertem pro klavír a orchestr zvaným Žlutá řeka.
- Dans la main de Bouddha (V rukách Buddhy, 2001) vyprávění, které zahrnuje život pěti generací v Číně mezi utrpením a nadějí, bídou a bohatstvím, staletou tradicí a západními, moderními vlivy.
- Il n'a pas d'impasse sous le ciel (Není zakázané místo pod sluncem, 2004). V této knize odkrývá autorka všechna tajemství svého života, kde každá jeho etapa je doprovázena buddhistickými rčeními, která jí pomáhala překonávat obtíže a změnit tíživou situaci na příznivou událost. Podle slov autorky tak čtenáři mohou čerpat z tisíce a jedné rady, které jim pomohou překonávat životní těžkosti.